# Holomelina nigrifera
Holomelina nigrifera är en fjärilsart som beskrevs av Walker 1865. Holomelina nigrifera ingår i släktet Holomelina och familjen björnspinnare. Inga underarter finns listade i Catalogue of Life.